# Wonder What's Next
Wonder What's Next è il secondo album discografico in studio del gruppo musicale alternative metal statunitense Chevelle, pubblicato nel 2002.

## Tracce
1. Family System – 4:16
2. Comfortable Liar – 3:43
3. Send the Pain Below – 4:12
4. Closure – 4:11
5. The Red – 3:58
6. Wonder What's Next – 4:10
7. Don't Fake This – 3:39
8. Forfeit – 3:59
9. Grab Thy Hand – 4:13
10. An Evening with el Diablo – 5:43
11. One Lonely Visitor – 4:06

## Gruppo
- Pete Loeffler - voce, chitarra
- Joe Loeffler - basso
- Sam Loeffler - batteria

## Classifiche
- Billboard 200 - #14